# Kepa Murua
Kepa Murua Auricenea (Zarauz, Guipúzcoa, 1962) es un poeta y escritor español con una extensa producción literaria y una dilatada experiencia editorial. Está casado con la poeta colombiana, Catalina Garcés, a quien conoció en el Festival Internacional de Poesía de Medellín en el año 2012. Su obra, muy versátil y personal, va desde la novela hasta los poemarios, ensayos o libros de arte.

## Trayectoria como editor
Tras licenciarse en Historia del Arte por la Universidad de Oviedo, en 1996 fundó en Vitoria la editorial Bassarai, una editorial de riesgo orientada a un público bibliófilo especializada en dar a conocer nuevos autores en lenguas minoritarias, tanto españoles como europeos, y también en la publicación de libros sobre arte.
Bassarai, en colaboración con el Museo Artium de Vitoria, publicó en 2006 la primera traducción al castellano y al euskera del tratado sobre los colores De coloribus, atribuido a Aristóteles. La editorial estuvo activa hasta el verano de 2011, cuando Murua decidió finalizar su actividad como editor para centrarse exclusivamente en la escritura.
Murua fue también editor y director de la revista digital Espacio Luke, especializada en literatura y arte, publicada entre 2000 y 2018.

## Trayectoria literaria
Como escritor, Murua ha cultivado diversos géneros y es autor de una extensa obra como poeta, novelista y ensayista. Algunos de sus libros de poesía han sido traducidos al inglés, italiano, portugués, rumano, húngaro, árabe y turco.
Es también coautor del libro-disco "Poemas y canciones", junto con el compositor y cantautor Tasio Miranda.

## Obra

### Poesía
- Siempre conté diez y nunca apareciste (1999, Calambur Editorial)
- Cavando la tierra con tus sueños (2000, Calambur Editorial)
- Un lugar por nosotros (2000, Editorial Germania)
- Cardiolemas (2001, Calambur Editorial)
- Las manos en alto (2004, Calambur Editorial)
- Poemas del caminante (2005, Editorial Bassarai)
- Cantos del dios oscuro (2006, Editorial El Gaviero)
- No es nada (2008, Calambur Editorial)
- Poesía sola, pura premonición (2010, Ellago Ediciones)
- El gato negro del amor (2011, Calambur Editorial)
- Escribir la distancia (2013, Editorial Luces de Gálibo)
- Ven, abrázame (2014, Amargord Ediciones)
- La felicidad de estar perdido (2015, Ediciones de la Isla de Siltolá)
- Lo que veo yo cada noche (2017, Editorial Luces de Gálibo)
- Autorretratos (2018, El Desvelo Ediciones)
- Pastel de nirvana (2018, Ediciones Cálamo)
- El cuaderno blanco, antología poética (2019, El Desvelo Ediciones)
- El aire que respiras, antología personal (2019, autopublicado en Amazon Kindle)
- No es nada (2019, autopublicado en Amazon Kindle)
- Trilogía del corazón (2021, Editorial Luces de Gálibo)[15]
- Canciones para Pau Donés (2022, El Desvelo Ediciones)
- ¿Dónde? (2023, Editorial Luces de Gálibo)
- Orfandad (2024, El Desvelo Ediciones)
- Otra vía/Another way (2024, El Desvelo Ediciones)

### Ensayo
- La poesía y tú (2003, Brosquil Ediciones)
- La poesía si es que existe (2005, Editorial Calambur)
- Del interés del arte por otras cosas (2007, Editorial Ellago)
- Los pasos inciertos. Memorias de un poeta metido a editor. (2012, Editorial Milrazones)
- Contradicciones (2014, Arte Activo Ediciones)
- Los sentimientos encontrados (2016, Ediciones Cálamo)
- Poemas de la servilleta (2016, Editorial Olifante)
- Cambiar con la escritura (2020, autopublicado en Amazon Kindle)
- La decisión ininterrumpida (2008 / 2009) (2024, Chamán Ediciones)
- Libro de las estaciones (2025, Los libros del Mississippi)

### Libros de arte
- Itxina (2004, Editorial Bassarai)
- Flysch (2006, Editorial Bassarai)
- Faber (2009, Editorial Bassarai)

### Narrativa
- Un poco de paz (2013, Editorial El Desvelo)
- Tangomán (2015, Editorial El Desvelo)
- De Temblores (2017, Editorial El Desvelo)
- La carretera de la costa (2020, Editorial El Desvelo)
- Elegancia (2021, Editorial Menoscuarto)
- Lavas Remi (2021, Editorial El Desvelo)
- Señor Baxter, unas líneas (2024, Editorial Verbun)

### Música
- Poemas y canciones (2007, Editorial AgrupArte)